# Empis verruca
Empis verruca är en tvåvingeart som beskrevs av Christophe Daugeron 2005. Empis verruca ingår i släktet Empis och familjen dansflugor.
Artens utbredningsområde är Singapore. Inga underarter finns listade i Catalogue of Life.